# Gemmula murrayi
Gemmula murrayi is een slakkensoort uit de familie van de Turridae. De wetenschappelijke naam van de soort is voor het eerst geldig gepubliceerd in 1964 door Powell.